# Liste der Kulturgüter in Chavannes-le-Veyron
Die Liste der Kulturgüter in Chavannes-le-Veyron enthält alle Objekte in der Gemeinde Chavannes-le-Veyron im Kanton Waadt, die gemäss der Haager Konvention zum Schutz von Kulturgut bei bewaffneten Konflikten, dem Bundesgesetz vom 20. Juni 2014 über den Schutz der Kulturgüter bei bewaffneten Konflikten sowie der Verordnung vom 29. Oktober 2014 über den Schutz der Kulturgüter bei bewaffneten Konflikten unter Schutz stehen.
Objekte der Kategorien A und B sind vollständig in der Liste enthalten, Objekte der Kategorie C fehlen zurzeit (Stand: 1. Januar 2018).

## Kulturgüter
| Foto | | Objekt | Kat. | Typ | Standort        | Beschreibung |
| ---- | --- | --- | ---- | --- | --------------- | ------------ |
| BW   | Datei hochladen · Wikidata zu La Motte, Grabhügel aus der Hallstattzeit – Mittelalter mittelalterliche Ausgrabungsstätte (Q29890653) | La Motte, Grabhügel aus der Hallstattzeit, mittelalterliche Fundstelle / La Motte, tumulus de la période de Hallstatt, site archéologique médiéval KGS-Nr.: 5982 | B    | F   | 523760 / 162325 |              |